# Herb Nadrenii Północnej-Westfalii

Herb Nadrenii Północnej-Westfalii

Herb Nadrenii Północnej-Westfalii jest połączeniem herbów trzech podstawowych regionów kraju związkowego. W roku 1881 przyjęto rzekę na zielonym tle jako herb Nadrenii. Z lewej (heraldycznie) strony umieszczono herb Westfalii (jego odmiana symbolizuje Dolną Saksonię). Pomiędzy nimi znajduje się herb dawnego księstwa Lippe - róża używana od roku 1193, symbolizuje szczęście i patriotyzm lokalny. 
Herb przyjęty został 5 lutego 1948 roku, potwierdzony 10 marca 1953 roku.

## Historia

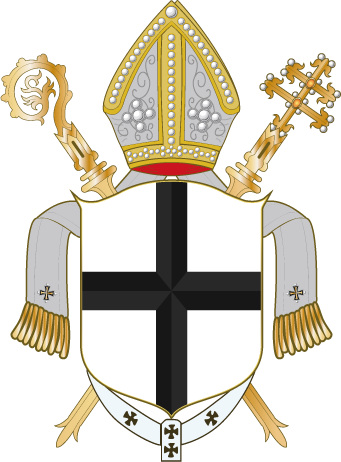
Elektorat Kolonii X wiek - 1803
Księstwo Kleve 1092–1795
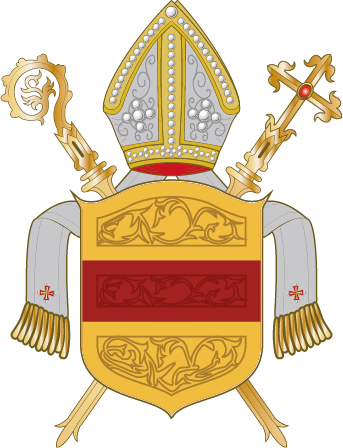
Biskupstwo Münsteru 1180–1802
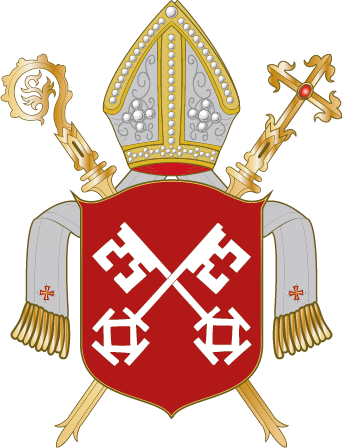
Biskupstwo Minden 1180–1648
Księstwo Jülich 1003–1794
Hrabstwo Ravensbergu XI w.–1815
Księstwo Bergu 1101–1815
Księstwo Lippe 1123–1918
Hrabstwo Mark 1198–1807
Wielkie Księstwo Bergu 1806-1813
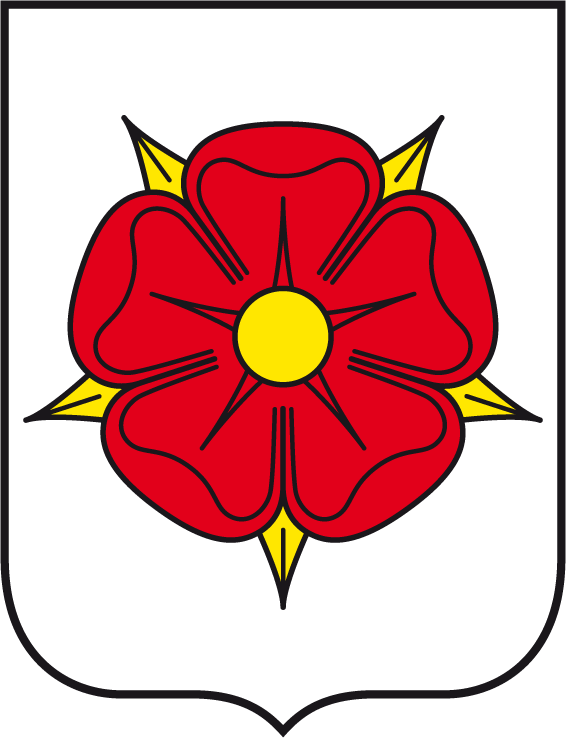
Wolny Stan Lippe 1918–1947
Nadrenia (prowincja) 1822–1946